# Cristal qui songe
 (juin 2016).
Si vous disposez d'ouvrages ou d'articles de référence ou si vous connaissez des sites web de qualité traitant du thème abordé ici, merci de compléter l'article en donnant les références utiles à sa vérifiabilité et en les liant à la section « Notes et références ».
Cristal qui songe (titre original : The Dreaming Jewels) est un roman de science-fiction de l'écrivain américain Theodore Sturgeon paru initialement en 1950 dans le magazine américain Fantastic Adventures.

## Thème
Theodore Sturgeon aborde ici le thème de la différence sous les aspects de la difformité physique et des conséquences possibles de capacités psychiques surhumaines, une thématique proche de celle qu'il développera dans son roman intitulé Les plus qu'humains. Plus généralement, la différence et ses conséquences sont toujours au cœur de ses œuvres.

## Résumé
Horty Bluett, un jeune enfant adopté, est renvoyé de l'école. Motif : il mange des fourmis. Cet événement pousse son père adoptif, le juge Armand Bluett, à l'enfermer dans un placard. Par accident, il lui sectionne alors trois doigts de la main gauche. Las des maltraitances, Horty se résout à fuguer, n'emportant avec lui que Junky, son diablotin en boîte, un jouet qu'il possède depuis l'orphelinat et qui lui tient à cœur. Après avoir dit au revoir à son amie Kay Hallowell, il est recueilli, puis hébergé par une troupe de cirque ambulant, dirigée par le misanthrope Pierre Ganneval, dit "le Cannibale", un ancien médecin. Au milieu des nains et des autres "monstres" de la troupe, il va petit à petit faire face à son destin, aidé par Zena, la naine qui l'a recueilli dans sa roulotte, tandis que le cruel Ganneval poursuit ses expériences secrètes sur de mystérieux cristaux qui songent...

### Les personnages
- Horton Bluett (Horty, Hortense, Kiddo) : personnage principal de l'histoire. Au début, il n'est qu'un enfant de huit ans. Tout au long du récit, il découvre qui il est, il lit, apprend grâce à sa formidable capacité de retenir dans les moindres détails. Son seul défaut doit être sa difficulté à prendre des décisions seul, à réfléchir. Il doit beaucoup à son amie Zena, notamment le fait qu'il ait réussi à entrer dans la troupe, en le déguisant. À la fin de l'histoire, il devient un jeune homme d'une vingtaine d'années.
- Zena : l'un des personnages secondaires. C'est grâce à elle que Horty est accepté dans la troupe du cirque du "Cannibale". Elle se lie très rapidement avec lui et forment ensemble un numéro de chant et de danse. C'est un personnage énigmatique, qui est bien plus qu'une simple naine, et joue un rôle important dans l'histoire. Durant toute l'adolescence de Horty, elle le guidera, lui fera lire toutes sortes de livres. Elle pense pour lui, agit pour lui... Elle le prépare à faire face à son destin. Très humaine, elle est sensible et déterminée.
- Le Cannibale (Pierre Ganneval, nom de scène Méphisto) : personnage cruel et sans scrupules qui méprise l'humanité. C'est le directeur de la troupe. Ancien médecin réputé, il sombrera dans l'alcoolisme à la suite du décès de l'un de ses patients sur la table d'opération. À présent, il est bien décidé à déchainer sa haine envers l'humanité : pour cela, il étudie de mystérieux cristaux...
- Kay Hallowell/le juge Armand Bluett : l'Amour et la Haine. Ils seront toujours associés ainsi dans l'esprit de Horty. Kay Hallowell était une ancienne camarade de classe d'Horty, tandis qu'Armand Bluett était le père adoptif du garçon.
- Autres personnages secondaires : La Havane, Bunny, Solum, Gogol... et les cristaux !

## Commentaires

### Typologie des personnages
En situant son récit dans le monde du cirque forain, peuplé de monstruosités et d'anomalies de la nature - que les Américains appellent freaks -, Theodore Sturgeon travaille sur l'opposition violente d'archétypes littéraires très marqués et passablement monolithiques, aussi bien sur le plan physique que sur le plan psychologique. Ganneval est un dangereux misanthrope, Bluett un manipulateur parfaitement sadique, Zena une mère-protectrice prête au plus grand sacrifice, Kay une ingénue fragile et introvertie, etc. Une fois établie, cette caractérisation psychologique ne subit plus aucune altération au cours du récit et confère aux personnages un profil relativement figé. Cette absence d'évolution psychologique des personnages contribue à déplacer tout l'intérêt littéraire de l'œuvre vers le fonctionnement interne de cette micro-société particulière que la troupe de cirque représente.

### Des cristaux énigmatiques
Dans l'inventaire des extra-terrestres de la science-fiction traditionnelle, Theodore Sturgeon fait preuve d'une grande originalité en inventant un peuple de cristaux vivants. En utilisant la technique de la focalisation interne, l'auteur préserve le secret de ces êtres étranges et ne livre au lecteur que le résultat des recherches de l'un de ses personnages, Ganneval. Le fonctionnement social, le mode de communication et de reproduction des cristaux demeurent énigmatiques, mais contribuent à créer l'impression littéraire d'une altérité radicale, d'un mode d'être totalement étranger à l'humanité.

### Vivre et survivre
Horty, doté de capacités surhumaines, pouvant se régénérer ou se transformer par la seule force de son psychisme (mais en respectant l'impératif de la conservation de la masse), est aussi présenté comme un être immature et fragile. Comme le souligne explicitement Theodore Sturgeon, Horty n'est pas soumis au principe fondamental de l'existence humaine : la nécessité de survivre. Or cette dure nécessité est l'un des principaux stimuli de l'intelligence, développe les facultés d'adaptation au monde et conditionne le désir de résoudre les problèmes. Horty est certes doté d'une exceptionnelle mémoire "eïdétique", comme le dit Sturgeon, mais il manque cruellement d'initiative et ne contextualise pas sa pensée, accumule des connaissances acquises dans les livres, mais ne sait pas les utiliser. Son ultime confrontation avec Pierre Ganneval l'hypnotiseur le contraindra à prendre finalement en compte cet impératif de survie qui conduit les êtres humains à mobiliser toutes leurs ressources physiques et mentales. Mais la plus belle manière de survivre, c'est de vivre avec l'autre, dans l'empathie, l'amitié et l'amour, ce que beaucoup des personnages du roman découvriront au cours de leurs péripéties.

### La vie comme œuvre d'art
Si l'art joue un rôle secondaire tout au long du récit, son importance thématique est essentielle. Le récit lui-même est présenté à la fin du roman comme étant digne d'être une œuvre d'art : « C'est une histoire étonnante et vraiment une œuvre d'art... ». Theodore Sturgeon pose la question de la possibilité du bonheur individuel dans un monde de difformité et de laideur, un monde qui ne répond à aucun des critères esthétiques d'une société en quête d'apparences. En faisant découvrir à son personnage principal, Horty, certaines œuvres-d'art contemporaines, l'auteur présente les valeurs esthétiques qui ont rendu obsolète toute notion traditionnelle du beau. Horty découvre les nouvelles approches picturales de Mondrian, qui abandonne le mode figuratif, les œuvres de Markell aux « silhouettes irrégulières et soigneusement disproportionnées ». Dans le domaine de la musique, c'est la valeur esthétique centrale de la dissonnance qui est mise en avant, avec les œuvres musicales de Béla Bartók, d'Arthur Honegger ou de Dmitri Chostakovitch. Theodore Sturgeon imagine un monde nouveau, où la différence, la disproportion et la dissonance trouveraient enfin leur place, une société désormais bâtie sur des valeurs nouvelles empruntées à l'art contemporain.

## Adaptations
De septembre 2003 à mars 2005, la chaîne américaine de télévision HBO a diffusé un feuilleton inspiré des deux romans les plus connus de Sturgeon, sous le titre de Carnivale, « fête foraine » en anglais. L'action se situe au début des années 1930 et comprend vingt-quatre épisodes. Cette série haut-de-gamme à la distribution prestigieuse a été interrompue après la deuxième saison pour cause d'audience insuffisante par rapport à son coût. La référence à Sturgeon avait été soigneusement tue par la production pour ne pas effrayer la partie du public télé qu'un lien avec la littérature des années cinquante aurait pu rebuter. Le sujet avait d'ailleurs été passé à la moulinette des impératifs hollywoodiens. Si le héros est bien recueilli par un cirque et doué de pouvoirs surnaturels, comme dans l'œuvre de Sturgeon, la naine est ici une femme de taille normale pour permettre une histoire d'amour entre eux, et le personnage du juge est remplacé par un prédicateur illuminé. La série a fait une apparition sur les écrans français du câble sous le nom de La Caravane de l'étrange.

## Classique de la science-fiction
Ce roman est considéré comme un grand classique de la science-fiction dans les ouvrages de références suivants :
- Enquête du Fanzine Carnage mondain auprès de ses lecteurs, 1989 ;
- Lorris Murail, Les Maîtres de la science-fiction, Bordas, coll. « Compacts », 1993 ;
- Stan Barets, Le science-fictionnaire, Denoël, coll. « Présence du futur », 1994 ;
- Bibliothèque idéale du webzine Cafard cosmique.

## Critiques spécialisées
Dans son Histoire de la science-fiction moderne, Jacques Sadoul déclare à propos de ce roman : « Sturgeon a réussi, avec ce roman de science-fiction psychologique, une œuvre de haute qualité littéraire et intellectuelle. »

## Éditions françaises
Cristal qui songe de Theodore Sturgeon, traduit de l'américain par Alain Glatigny, a connu différentes éditions françaises :
- Hachette/Gallimard, coll. « Le Rayon fantastique », no 8, 1952 ;
- OPTA, coll. « Club du livre d'anticipation », no 17, 1969 ;
- J'ai lu, coll. « Science-fiction », no 369, 1970 (rééditions en 1972, 1975, 1978, 1980, 1983, 1986, 1989, 1998, 2004) ;
- Librio, no 296, 1999.

Cristal qui songe de Theodore Sturgeon, traduit de l'américain par Alain Glatigny et révisée par Pierre-Paul Durastanti, a connu une édition française :
- J'ai lu, coll. « Science-fiction », no 369, 2018.